# Csousan
Csousan (egyszerűsített kínai írással: 舟山市) prefektúra szintű város Kínában, Csöcsiang tartományban. Lakosainak száma 1 157 817 fő (2020).

## Népesség
| 2010 | 1 121 261 |
| 2020 | 1 157 817 |

## Közlekedés

### Vízi
Itt található a világ legforgalmasabb kikötője a Ningpo-Csousan kikötő.

### Légi
(en:Zhoushan Putuoshan International Airport)